# Gremheim
Gremheim ist ein Gemeindeteil von Schwenningen im bayerischen Landkreis Dillingen an der Donau.
Das Pfarrdorf liegt südlich des Kernortes Schwenningen an der DLG 40. Am südlichen Ortsrand verläuft die DLG 23, östlich fließt die Donau und westlich verläuft die B 16. Südlich erstreckt sich das rund 187,82 ha große Naturschutzgebiet Apfelwörth und östlich – auf der östlichen Seite der Donau – das 43,85 ha große Naturschutzgebiet Naturwaldreservat Neugeschüttwörth.

## Baudenkmäler
In der Liste der Baudenkmäler in Schwenningen (Donau) sind für Gremheim fünf Baudenkmale aufgeführt, darunter:
- Katholische Filialkirche St. Andreas

## Friedhof
Im Jahre 2012 wurden die Gräber auf dem Friedhof an der Kirche St. Andreas im Friedhofsprojekt des Bayerischen Landesvereins für Familienkunde fotografiert. Fast 600 Grabinschriften sind abrufbar.